# Dieta de exclusão
Uma dieta de exclusão é um método de diagnóstico usado para identificar alimentos que causam efeitos adversos na pessoa. Entre os efeitos adversos estão alergias alimentares, intolerâncias alimentares ou outros mecanismos fisiológicos, como reações metabólicas ou toxinas. As dietas de exclusão geralmente consistem na em retirar completamente um alimento suspeito da dieta durante um intervalo de tempo de duas semanas a dois meses, no fim dos quais se observa se a remoção fez desaparecer os sintomas. Quando os sintomas desaparecem, o alimento é reintroduzido para confirmar se os sintomas se voltam a manifestar.